# Griswoldia urbensis
Griswoldia urbensis is een spinnensoort uit de familie van de Zoropsidae.
De wetenschappelijke naam van de soort werd in 1942 als Campostichomma urbense gepubliceerd door Reginald Frederick Lawrence.